# Чебанов, Анатолий Сафронович
Анатолий Сафронович Чебанов (3 февраля 1937, Новые Шигали, Татарская АССР — 20 июня 2011, Большое Нагаткино, Ульяновская область) — чувашский драматург, поэт, прозаик и публицист, зоотехник. Член Союза писателей России, Член Ассоциации композиторов Чувашской Республики, Заслуженный работник культуры Чувашской Республики.

## Биография
Анатолий Сафронович Чебанов родился 3 февраля 1937 года в д. Новые Шигали Звездинского сельсовета Дрожжановского района Татарской АССР, ныне деревня входит в Звездинское сельское поселение Дрожжановского района Республики Татарстан.
Окончил Хорнвар-Шигалинскую среднюю школу. После окончания Буинского сельскохозяйственного техникума был отправлен по комсомольской путёвке в качестве механизатора на освоение целинных земель в совхоз «Докучаевский» Северо-Казахстанской области.
После армейской службы в 1962 году окончил Курганский сельскохозяйственный институт. Долгие годы работал зоотехником в хозяйствах Дрожжановского и Цильнинского районов; в Цильнинском районом управлении сельского хозяйства.
Анатолий Сафронович Чебанов умер 20 июня 2011 года в с. Большое Нагаткино Большенагаткинского сельского поселения Цильнинского района Ульяновской области.

## Творчество
Долгий творческий путь от детских стихов и рассказов до всенародной любви к созданному им образа «Праски», увенчался успехом. Из под пера А. С. Чебанова вышло около трехсот пьес, более 20 тысяч строк стихов, десятки рассказов, очерков и романов. На сцене Чувашского государственного академического драматического театра им К. В. Иванова более двадцати лет шла пьеса «Тетушка Праски дочку замуж выдает», а на сцене Марийского республиканского драматического театра им М. Шкетана более десяти лет. Чувашским телевидением снят кинофильм «Зяблик». На лирические стихи поэта написано более двухсот песен. Его «Желтые тюльпаны» (композитор С. Толстов) и ещё многие другие песни звучат по телевидению, радио и пользуются популярностью не только среди старшего поколения, но и у молодежи. А. С. Чебанов сотрудничал с композиторами: Лукиным Ф., Григорьевым Ю., Кудаковым Ю., Жуковым Ю., Никитиным А., Толстовым С., Романовым П., Дмитриевым В., Алексеевым Г., Заводсковой Н., Галкиным А. А. С. Чебанов в жизни был необычайно скромным, чутким и удивительно добрым человеком.

## Награды
- Почетное звание «Заслуженный работник культуры Чувашской Республики», 1997, за успешную и плодотворную деятельность.
- Почётный гражданин Цильнинского района Ульяновской области
- Его имя занесено в районную Книгу Почета Цильнинского района Ульяновской области

## Сочинения
- Чебанов А. С. Çураçнă хĕр. — 1992. (Невеста)
- Чебанов А. С. Праски инке хĕр парать: Мыскарасем, камитсемпе пер пайла пьесасем. — Ульяновск: Симбирская книга, 1994. — 377 с. — ISBN 5-8426-0132-X. (Тётушка Праски дочку замуж выдаёт)
- Чебанов А. С. Полезные комедии. — 1995.
- Чебанов А. С. Искорки счастья. — 1996.
- Чебанов А. С. Чун ыратаве. — Ульяновск: Обл. тип. "Печатный двор", 2004. — 224 с. — ISBN 5-7572-0128-2.
- Чебанов А. С. Листопад. — Симбирская книга, 2004.
- Чебанов А. С. Благородное дело. — Ульяновск, 2004. — 386 с. — 300 экз. — ISBN 5-8426-0108-7.
- Чебанов А. С. Грустно колышется ковыль белоснежный. — 2006.
- Чебанов А. С. Тяготы жизни. — Ульяновск: Регион-Инвест, 2007. — 345 с. — 300 экз. — ISBN 978-5-903817-07-8.
- Чебанов А. С. Наследие. — Ульяновск: Вектор-С, 2008. — 289 с. — 300 экз. — ISBN 978-5-91308-058-5.
- Чебанов А. С. Гром среди ясного неба: одноакт. комедии и смешные сценки. — Ульяновск: Вектор-С, 2008. — 399 с. — 300 экз. — ISBN 978-5-91308-069-1.